# Association internationale des machinistes et des travailleurs et travailleuses de l’aérospatiale
L'Association internationale des machinistes et des travailleurs et travailleuses de l’aérospatiale (AIMTA) est un syndicat international affilié à l’AFL/CIO et au CTC. L’AIMTA représente environ 700 000 membres en Amérique du Nord regroupés en 1 143 sections locales et présent dans plus de 200 entreprises aux États-Unis, au Canada, à Guam et Porto Rico.

## Description
L'AIMTA, est le plus grand syndicat au monde dans le secteur aérospatial où il représente plus de 184 000 membres et voit à l'application de 1 000 conventions collectives. Il représente aussi des travailleurs dans le milieu de la pulpe et du papier, des pièces automobiles, de la machinerie lourde et légère, de l’équipement agricole, des réfrigérateurs, des cuisinières, des camions, des autobus, des maisons mobiles, de la bière, des bateaux, des balances, des presses d’imprimerie, des piscines, des systèmes de convoyage, des stylos, des pompes industrielles, des perles de verre, des aliments pour chiens, des radios, des cosmétiques, des luminaires, des affiches, des moteurs électriques, des ascenseurs, des souffleuses à neige, des clous et des agrafes, des revêtements muraux, des bâtons de hockey, des ustensiles de cuisine, des ameublements de bureaux, des soupapes de sous-marins, des produits pour bébés et même du lait et des biscuits.
Les membres de l’AIMTA sont aussi actifs dans le secteur public auprès de conseils scolaires, de services municipaux d’ambulance et de commissions hydroélectriques. Le syndicat est aussi présent dans des industries à caractère confidentiel comme Énergie atomique du Canada et entretient l’équipement d’impression de la compagnie canadienne des billets de banque. L'AIMTA est également actif dans l’industrie de l’imprimerie et de l’édition ainsi que dans les laboratoires de recherches universitaires. Il est aussi présent dans la vente et le service d’automobiles et de camions.

## L'AIMTA au Canada et au Québec
L’AIMTA est un syndicat de plus de 50 000 travailleurs et travailleuses au Canada  dont 15 000 membres au Québec tout secteur confondu. Il est le plus important syndicat des travailleurs de l’industrie aérienne au Québec avec 9 000 membres et au Canada avec plus de 15 000 membres.
L'AIMTA est affilié au Congrès du travail du Canada et ses sections locales canadiennes sont affiliées aux conseils ouvriers et aux fédérations provinciales du travail d’un bout à l’autre du Canada.
Au Québec, l'AIMTA est affilié à la Fédération des travailleurs et travailleuses du Québec.

## Dates importantes pour l'AIMTA et le mouvement syndical en Amérique du Nord
Dates importantes pour l'AIMTA et le mouvement syndical en Amérique du Nord, :
- 1869 : Fondations des Chevaliers du Travail aux États-Unis[5].
- 1872 : Les travailleurs des centres industriels de l'Ontario et de Montréal revendiquent des journées de travail passant de 12 à 9 heures.  Le gouvernement conservateur de John A. MacDonald, dépose la Loi des unions ouvrières[6], qui avance que les syndicats ne sont pas des conspirations illégales[7].
- 1881 : Implantation des Chevaliers du Travail au Canada.
- 1886 : Fondation du Congrès des métiers et du travail du Canada, par les unions nord-américaines des métiers et les Chevaliers du travail.
- 1888 : Fondation de l’AIMTA à Atlanta par Thomas W. Talbot et 18 confrères machinistes travaillant à l’entretien de locomotive
- 1889 : Première convention à Atlanta, 34 sections locales sont représentées
- 1890 : Implantation de l'AIMTA au Canada avec une première section locale qui s'établit à Stratford en Ontario. Le premier siège social est implanté à Richmond en Virginie. L'AIMTA compte alors 4 000 membres
- 1891 : L’AIMTA prend le nom d’Association Internationale des Machinistes lors de la convention de Pittsburgh. Le syndicat compte alors 140 sections locales et s'installe au Mexique. La Section Locale 145 lutte pour l'établissement d'un salaire de 3 $ pour une journée de 10 heures de travail.
- 1892 : Une première entente est signée dans le domaine du chemin de fer avec Atchison, Topeka and Santa Fe Railway
- 1894 : Mise en place de la Fête du Travail au Canada comme jour férié le premier lundi de septembre[7].
- 1889 : Création du logo des machinistes
- 1895 : L’AIM se joint à la Fédération américaine du travail (l'American Federation of Labour) et déménage son siège social à Chicago.
- 1898 : La Section Locale 52 de Pittsburgh remporte une grève pour l'implantation de la journée de travail de 9 heures.
- 1899 : Déménagement du siège social à Washington. Généralisation du boni de temps supplémentaire (temps et demi) pour les membres de l'AIMTA.
- 1900 : Création du ministère du Travail du Canada qui vient avec l'adoption de la Loi fédérale sur la conciliation[8] « Conciliation Act »pour prévenir les conflits ouvriers  par le recours volontaire à un mécanisme de conciliation et d'arbitrage. Il s’agit de la première intervention du gouvernement fédéral dans l’arbitrage des conflits de travail.
- 1901 : L’AIMTA organise son premier congrès à Toronto (Ontario), Canada.
- 1903 : Les spécialistes sont admis comme membres et l'AIMTA s'engage dans la journée de travail de 8 heures.
- 1905 : Les apprentis sont acceptés comme membres de l'AIMTA. On compte 769 sections locales. Les machinistes des chemins de fer gagnent entre 36 et 43 sous de l’heure et travaillent 9 heures par jour.
- 1907 :  Adoption au Canada de la Loi sur les enquêtes en matière des différends industriels conçue par William Lyon Mackenzie King qui oblige une période de conciliation avant d'entamer une grève « légale »[7].
- 1908 : L'AFL crée un département pour les métallurgistes sous la présidence de James O'Connell qui est aussi président de l'AIMTA. La semaine de travail maximum est fixée à 58 heures.
- 1909 : Le gouvernement du Québec interdit le travail des enfants de moins de 14 ans.
- 1911 : L’AIMTA modifie sa constitution pour accueillir tous les types de travailleurs au sein de son organisation et s'engage dans la lutte pour l'égalité des droits
- 1912: Création du département du chemin de fer au sein de la Fédération américaine du travail
- 1914 : La Clayton Antitrust Act permet de limiter l'utilisation abusive des injonctions contre les travailleurs durant les conflits de travail et légalise les piquets de grève
- 1915 : Durant la Première Guerre mondiale l’AIMTA devient le premier syndicat nord-américain à franchir la barrière des 300 000 membres. La quasi-totalité des membres de l'AIMTA bénéficient de la journée de travail de 8 heures et le syndicat s'affilie à l'International Metalworkers Association.
- 1916: Les mécaniciens automobiles peuvent se joindre à l'AIMTA.
- 1918 : Le nombre de membres atteint 331 000.
- 1919 : L’AIM et d’autres syndicats des métallurgistes décident de fonder un conseil des métiers des métaux.
- 1920 : Les machinistes de l'AIMTA gagnent entre 72 et 90 sous l’heure et travaillent en moyenne 44 heures par semaine. Le mouvement déménage son quartier général au 9th & Mt.Vernon Pl., N.W., Washington, D.C.. Le British Amalgamated Engineering Union cède ses sections locales à l'AIMTA.
- 1922 : 79 000 machinistes du chemin de fer font la grève pour dénoncer les baisses de salaire qui ont suivi la fin de la Première Guerre mondiale. Le nombre de membres de l'AIMTA chute à 148 000.
- 1924 :  Le congrès de l'AIMTA élit Robert M. LaFollette, Sr., comme Président.
- 1926 : Le Congrès américain vote la « Railway Labor Act »  qui exige des transporteurs à négocier et à mettre un terme à toute forme de discrimination envers les travailleurs syndiqués.
- 1927 : L'AIMTA exige la ratification du « Child Labor Amendments to U.S. Constitution » ; 2 500 000 enfants de moins de 16 ans travaillent alors dans les usines américaines.
- 1928 : Les 250 délégués présents au 18e congrès se positionnent sur la semaine de cinq jours de travail pour combattre les suppressions d'emplois.
- 1929 : La crise économique de 1929 mène à des pertes d'emplois massives ce qui réduit le nombre de membres à  70,000.
- 1932 : Le Congrès américain adopte la "Norris-LaGuardia Act qui bannit l'utilisation des injonctions dans les conflits de travail. Le Wisconsin adopte la première loi sur l'assurance emploi des États-Unis[9], près de 30 % de membres de l'AIMTA sont alors sans emploi.
- 1933 :  La Grande dépression fait chuter le nombre de membres à 50 000. Parmi eux 23 000 sont sans emploi. L'AIMTA se range derrière Franklin Delano Roosevelt dans son plan de relance national et sa politique du 40 heures de travail par semaine. Roosevelt placera le vice-président de l'AIMTA, Robert Fechner, à la tête du Civilian Conservative Corps, organisme chargé de trouver du travail pour les jeunes. Le nombre de membres tombe à 56 000. Des membres de l’AIMTA participent à la grève générale de Stratford en Ontario et l’armée réplique en déployant ses chars d’assaut [10].
- 1934 : L’AIMTA met sur pied son service de recherche.
- 1935 : Début des activités de l’AIMTA dans le transport aérien. Mise en place du « Bennett's New Deal » au Canada; Instauration d'une loi sur le salaire minimum, d'un nombre d'heures maximum travaillées par semaine, plan pour un système d'assurance emploi et d'assurance santé, etc. Le Congrès américain adopte le « National Labor Relations Act »  ( Loi nationale sur les Rapports Syndicaux) qui établit le droit à l'organisation des travailleurs et qui exige la négociation de bonne foi des employeurs.
- 1936 : L'AIMTA signe la première entente avec Boeing à Seattle. Le syndicat se range derrière le Président Roosevelt en vue de la prochaine élection américaine. Le nombre de membres grimpe à 130 000.
- 1937 : L’AIM négocie des congés payés dans 26 % de ses conventions collectives. Aux États-Unis, le règlement sur les retraités du chemin de fer et la sécurité sociale est mis en application. Au Québec, le gouvernement de l'Union Nationale de Maurice Duplessis adopte la « Loi du cadenas » qui sera à plusieurs reprises utilisée contre les syndicats et l'on assiste à la fondation de la Fédération provinciale des travailleurs du Québec.
- 1900 : Loi fédérale sur la conciliation « Conciliation Act » pour prévenir les conflits ouvriers  par le recours volontaire à un mécanisme de conciliation et d'arbitrage. Il s’agit de la première intervention du gouvernement fédéral dans l’arbitrage des conflits de travail.
- 1939 : Signature par l'AIMTA de la première convention collective en transport aérien avec la compagnie Eastern.
- 1940 :  L'AIMTA  compte 188 000 membres et les travailleurs qu'ils représentent reçoivent un salaire moyen de 80 sous l’heure. Après des démarches qui ont débuté en 1935 sous le gouvernement de R.B. Bennett, le Canada met en place un régime d'assurance chômage. Les travailleurs de la Canadian Vickers de Montréal se joignent à l'AIMTA.
- 1941 : L'AIMTA s'engage à ne pas déclencher de grève pour ne pas nuire à l'effort de guerre.
- 1944 : 76 000 membres de l'AIMTA servent dans les forces armées. Fondation d’un centre d’éducation pour les membres de l’AIMTA qui sont maintenant 776 000. Adoption de la loi sur les relations ouvrières au Québec par le gouvernement d'Adélard Godbout. Cette loi reconnait juridiquement les syndicats et exige la négociation de bonne foi.
- 1945 : Première convention collective signé avec Remington Rand. La convention de l'AIMTA établit la publication d'un journal par le département d'éducation à chaque semaine. Des licenciements massifs suivent la fin de la Deuxième Guerre mondiale.
- 1946 : 88 % des conventions collectives de l'AIMTA comprennent des congés payés.
- 1947 : La Ligue politique non partisane des machinistes est fondée, de même que le service juridique de l’AIM. Les machinistes gagnent en moyenne 1,56 $ l’heure. Une législation qui vient restreindre les prérogatives des syndicats et qui limite le droit de grève est acceptée par le Congrès américains (Taft-Hartley Act).
- 1948 : Le congrès de l'AIMTA appuie la candidature de Harry Truman à la présidentielle.
- 1949 : Les machinistes du chemin de fer de l’AIMTA obtiennent la semaine de 40 heures. Le nombre de membres chute à 501 000.
- 1950 : L'AIMTA se joint à la Fédération des travailleurs en transport (Transport Workers Federation). Le salaire moyen du machiniste est de 1,82 $ de l'heure.
- 1951 : L’AIMTA s’associe à la Fédération américaine des travailleurs et commence à représenter les travailleurs du secteur aérospatial. L'AIMTA soutient l'action militaire des Nations Unies en Corée.
- 1952 : Au Québec, création de la caisse d’économie de l’avionnerie par des membres de l’AIMTA et de la Fédération de l'union industrielle du Québec[11]. Les employés de 85 % des compagnies aériennes sont maintenant protégés par des conventions collectives de l’AIMTA. Au total, 92 % des conventions collectives de l’AIMTA prévoient des congés payés.
- 1953 : L’AIMTA a la responsabilité de conventions collectives avec 13 500 employeurs différents. L'AIMTA crée un département pour les travailleurs de l'Énergie nucléaire.
- 1954 : L’AIMTA adopte son appellation actuelle d’Association Internationale des Machinistes et des travailleurs de l’Aérospatiale
- 1955 : L'AIMTA franchit le cap des  900 000 membres. Au total, 70 % des conventions collectives de l’AIMTA prévoient des clauses sur la santé et le bien-être. Le salaire moyen d’un machiniste se chiffre à 2,33 $ l’heure.  La Fédération américaine du travail (l'American Federation of Labour) fusionne avec le Congres des organisations industrielles  (Congress of Industrial Organizations) pour former l'AFL-CIO. Al Hayes représentant de l'AIMTA y est élu vice-président et responsable du comité d'éthiques.
- 1956 : Une 2000e section locale, obtient sa charte avec l'AIMTA. Le Congrès du Travail du Canada est fondé. George Schollie de l’AIMTA est élu à la vice-présidence du CTC; Percy Bengough, aussi de l’AIMTA et ancien président du Congrès des métiers et du travail, est nommé président honoraire du CTC. L'AIMTA fait l'acquisition d'un immeuble de 10 étages consacré à ses activités au 1300 Connecticut Ave. à Washington.
- 1958 : Le congrès de l’AIMTA établit un fonds de grève qui est approuvé par les membres dans le cadre d’un référendum. L’AIM compte maintenant 903 000 membres.
- 1959 : Le Congrès américain adopte la loi Landrum-Griffin Act qui vient légiférer sur les activités des organisations syndicales notamment en les obligeant de fournir un rapport financier au Département du Travail des États-Unis, en obligeant la tenue de votes secrets et en interdisant l'accès à des postes exécutif pour les membres du Parti Communiste des États-Unis.
- 1960 : Le congrès de l’AIMTA met sur pied un programme de bourses scolaires, et le syndicat crée un régime de retraite pour les dirigeants syndicaux. Après avoir rencontré Richard Nixon et John F. Kennedy le congrès de L'AIMTA décide d'appuyer Kennedy lors de l'élection présidentielle.
- 1962 : Le congrès électronique de l’AIMTA est créé. Les machinistes gagnent en moyenne 3,10 $ l’heure. Un décret du Président Kennedy reconnait le droit de négociation des employés fédéraux aux États-Unis.
- 1964 : Les délégués au congrès de l’AIMTA passent au vote pour changer le nom du syndicat à l’Association internationale des machinistes et des travailleurs de l’aérospatiale. Les effectifs de L'AIMTA se chiffrent à 800 000 membres. Adoption du projet de loi 54 au Québec qui réunit toutes les lois du travail en un seul Code du travail. Le candidat à la présidence américain Lyndon B Johnson reçoit l'appui du congrès de l'AIMTA. 30 octobre : au Québec, à la suite du décès de Roger Provost, Louis Laberge, de l'AIMTA, est élu président de la Fédération des travailleurs du Québec (FTQ).
- 1966 : Les membres de l'AIMTA de 5 compagnies aériennes majeures font la grève et obtiennent le retrait de la limite de 3,2 % d'augmentation de salaire. Le premier plan d'assurance dentaire est négocié avec Aerojet General.
- 1967 : La Ligue politique des machinistes canadiens est fondée.
- 1968 : L’AIMTA compte plus de 1 000 000 de membres. Les machinistes gagnent en moyenne 3,44 $ l’heure.
- 1969 :  Le membre de l'AIMTA, Edwin (Buzz) Aldrin, devient le premier mécanicien aérospatial à marcher sur la Lune.
- 1970 : Le Congrès américain vote la première loi fédérale sur la santé et la sécurité (Federal Occupational Safety and Health law). L'AIMTA est une des 19 organisations syndicales à mener à terme une  négociation de convention collective coordonnée avec Général Électric.
- 1971 : L’AIMTA remporte la plus importante entente de salaire rétroactif de l’histoire, soit plus de 54 500 000 $ pour les 1 000 membres ayant fait l’objet d’un lock-out illégal par National Airlines. L’AIMTA met sur pied son service international de santé et sécurité au travail.
- 1972 : Les effectifs de l’AIMTA chutent à 902 000 en raison de la récession et des mises à pied dans l'industrie de la défense. L'AIMTA soutient le Sénateur George McGovern dans sa course à la présidence.
- 1973 : Les machinistes touchent en moyenne 4,71 $ l’heure. Le nombre de membres grimpe à 927 000.
- 1976 : Création d’un département spécialisé pour servir les membres en matière de droits civils et du recrutement et développer le programme de services communautaires.
- 1979 : Le fonds de pension de l’AIMTA (Québec) est mis sur pied pour les membres et le personnel.
- 1981 : Création d’une section pour les membres retraités.
- 1982 : Le nombre de membres de l'AIMTA baisse à 820 211
- 1983: Au Québec, Louis Laberge (AIMTA-FTQ) devient le président-fondateur du Fonds de solidarité FTQ, un fonds d'investissement destiné à créer et maintenir des emplois et stimuler la croissance des entreprises québécoises.
- 1984 : Les délégués votent au congrès de l’AIM, tenu à Seattle dans l’État de Washington sur la proposition de financement du Centre éducatif de Placid Harbor pour améliorer les connaissances des travailleurs dans un monde en perpétuel changement.
- 1988 : Le poste de Vice-Président canadien est créé et l’AIMTA célèbre son 100e anniversaire lors de la convention d’Atlanta.
- 1989 : George J. Kourpias  devient le 12e président international de l'AIMTA.
- 1990 : AIM CROIT Canada (programme pour la réinsertion des travailleurs handicapés) voit le jour.
- 1994 : L’Association Internationale des travailleurs du bois fusionne avec l’AIMTA
- 1996 : Création d’un département spécialisé en matière de droits des femmes
- 1997 : Le 1er janvier, fondation du District 11 à Montréal qui représentera 12 sections locales, dans les domaines d'arbitrages, négociations et représentations diverses. Robert T. Buffenbarger devient le 14e président de l'AIMTA
- 1999 : Robert Roach, Jr. devient directeur du Département des Transports. L’AIMTA crée un fonds mutuel afin de permettre à ses membres d’investir dans les entreprises où le syndicat est présent. Le National Federation of Federal Employees s’affilie avec l’AIMTA. La volonté d’unification avec les Steelworkers et l’UAW ne se concrétise pas. Les trois grands syndicats demeureront tout même en étroite collaboration
- 2000 : Le 35e Congrès de la Grande Loge de l'AIMTA a lieu à San Francisco. Les délégués présents mettent sur pied les postes d'éducateurs et de communicateur. Les délégués présents au congrès se donnent le mandat d'affilier chacune des sections locales et des districts avec le représentant de l'AFL-CIO présent sur le même territoire. L'AIMTA décide d'appuyer Al Gore en vue de l'élection présidentielle.
- 2001 : L'AIMTA procède à une restructuration de ses outils de communications en reconstruisant son site internet, en diffusant des vidéos en ligne et en redéfinissant le Journal de l'AIMTA  en tant que magazine faisant la promotion du syndicat. Le conseil exécutif de l'AIMTA est réélu. Le Centre d'éducation et de technologie William W. Winpisinger augmente ses capacités de  50 %. L'AIMTA dédie un monument à ses membres décédés durant leur travail. Des membres de l'AIMTA périssent lors des attentats du 11 septembre.
- 2002 : L'AIMTA met sur pied un département pour les travailleurs de l'automobile et lance une douzaine de campagnes de recrutement.  Le syndicat  lance aussi le documentaire Everyday Heroes, qui raconte l'histoire de travailleurs qui ont risqué leur vie durant les attentats du 11 septembre 2001. Le département des transports initie une journée nationale d'action pour inviter les passagers des avions et des trains  à réutiliser ces moyens de transports. Les membres de l'AIMTA s'impliquent activement, avec leurs confrères et consœurs d'autres organisations syndicales pour inviter la population à voter durant les élections américaines de mi-mandat.
- 2003 : L’AIMTA prend position contre la Zone de Libre-Échange des Amériques (ZLÉA). L’organisation crée un département d’aide à la recherche d’emplois pour aider les membres affectés par la récession.
- 2004 : L’ancien président international de l’AIMTA, William W. Winpisinger, est introduit au Temple de la renommée international du travail. Le 36e congrès international se tient à Cincinnati. Il y est officiellement résolu de soutenir le Sénateur John Kerry et le sénateur John Edwards de la Caroline du Nord en vue de la course à la présidence.
- 2006 : L’AIMTA diffuse sa première vidéo sur la plate-forme YouTube.
- 2008 : Implication des membres américains de l’AIMTA pour l’élection de Barack Obama et pour stimuler le vote pro-syndical au Sénat et à la Chambre des représentants.
- 2010 : Au Québec, les travailleurs unis sous la bannière de la Section locale 1660 de l’AIMTA à l’Assomption assistent, impuissants, à la fermeture de l’usine Electrolux. 1 300 emplois seront supprimés. L’usine de la multinationale suédoise délocalisera sa production à Memphis en 2013.
- 2011 : L’AIMTA s’implique avec d’autres organisations syndicales dans une campagne nationale pour tenter d’empêcher l’expansion de la législation right-to-work et de contrer les attaques aux droits des travailleurs et a négocié leurs conditions de travail. Les protestations démarreront dans l’État du Wisconsin pour s’étendre à travers les États-Unis.
- 2013 : Le Congrès de l’AIMTA est tenu à Atlanta, ville où a été fondé le syndicat pour souligner son 125e anniversaire.